# Vjacseszlav Alekszandrovics Malafejev
Vjacseszlav Alekszandrovics Malafejev (oroszul Вячеслав Александрович Малафеев; Leningrád, 1979. március 4. –), orosz visszavonult labdarúgó, posztját tekintve kapus.

## Pályafutása
Malafejev a Szmena labdarúgó-iskolában kezdett játszani 9 évesen. 1997-ben felkerült a Zenyit tartalékcsapatába. Az első csapatban 1999-ben szerepelt először, amikor Roman Berezovszkij helyén csereként kapott lehetőséget.
A válogatottban először 2003-ban kapott lehetőséget a 2004-es labdarúgó-Európa-bajnokság pótselejtezőn, Wales ellen. A tornán Szergej Ovcsinnyikov kiállítása után az egyik csoportmérkőzésen szerepelt. A torna után ő lett a válogatott első számú kapusa.
2005-ben, súlyos sérülése után klubjában és a válogatottban is elvesztette elsőszámú státuszát, előbbiben Kamil Čontofalský, utóbbiban Igor Akinfejev ellen. A klubjában visszaszerezte a helyét, de a válogatottban Akinfejev maradt a kezdőkapus. A nemzeti csapatban azóta egy mérkőzésen játszott.
2017-ben jelentette be a visszavonulását.

## Sikerei, díjai
- 1998 – Kupagyőztes
- 2003 – Ligakupa-győztes
- 2007 – Bajnok
- 2008 – Szuperkupa-győztes
- 2008 – UEFA-kupa-győztes
- 2008 – Európai Szuperkupa-győztes

## Külső hivatkozások
- Hivatalos weboldala (oroszul)
- Profilja a Zenyit weboldalán